# Dictyopteris polypodioides
Espèce
Dictyopteris polypodioides (synonyme : Dictyopteris membranacea) est une espèce d'algues brunes de la famille des Dictyotaceae.

## Utilisation en recherche
En 2016, une étude visant à découvrir de nouveaux composés bioactifs marins a permis de mettre en évidence des propriétés anti-inflammatoires chez Dictyopteris polyploides. Ces effets sont dus à la présence de différents disulfures chez cette algue. Ces molécules provoquent une diminution de la phosphorylation d'ERK1/2, celle-ci entrainant une diminution de la production de médiateurs pro-inflammatoires et inhibant donc la différenciation des monocytes en macrophages M1. Parallèlement, les disulfures présents chez D. polyploides provoquent l'augmentation de la phosphorylation d'AKT, induisant la différenciation des monocytes en macrophages M2. 
Ces nouvelles molécules sont des cibles prometteuses pour la recherche médicale, notamment pour le traitement des maladies provoquant des réactions inflammatoires chroniques.